# Craugastor mexicanus
Craugastor mexicanus är en groddjursart som först beskrevs av Brocchi 1877.  Craugastor mexicanus ingår i släktet Craugastor och familjen Craugastoridae. IUCN kategoriserar arten globalt som livskraftig. Inga underarter finns listade i Catalogue of Life.